# Володин, Павел Семёнович
Павел Семёнович Володин (1901—1941) — советский военный лётчик и военачальник, генерал-майор авиации (1940). Необоснованно репрессирован и расстрелян в 1941 году; посмертно реабилитирован.

## Биография
Родился в 1901 году в деревне Красные Ткачи.
В РККА с 1918. В годы Гражданской войны политруком 583-го стрелкового полка участвовал в боях на Юго-Западном фронте против Деникина, затем против поляков. С 1921 по 1923 воевал на Туркестанском фронте против басмачей.
В 1923 окончил школу им. ВЦИК в Москве. Окончил авиационные курсы и получил звание летнаба. С 1934 начальник штаба 24-й легкобомбардировочной бригады. С 1938 — начальник ВВС 1-й ОКА.
Арестован, освобожден в 1939 г.
С апреля 1939 — начальник штаба ВВС СибВО.
10 июня 1941 года получил замечание в приказе НКО (№ 0035) за пролет внерейсового немецкого самолета Ю-52 по маршруту Белосток-Минск-Смоленск-Москва 15 мая 1941 г., поскольку Володин самовольно разрешил его посадку на московском аэродроме.
В начале Великой Отечественной войны возглавлял штаб ВВС РККА. Арестован 27 июня 1941 года. Расстрелян без суда 28 октября 1941 года в посёлке Барбыш вблизи Куйбышева на основании предписания Л. П. Берии 2756/Б от 18 октября 1941 с группой других офицеров.
Реабилитирован 17 апреля 1954 года.

## Воинские звания
- Полковник (1935 или 1936)
- Комбриг (19.02.1939[4])
- Генерал-майор авиации (4.06.1940[11])

## Награды
- Орден Ленина (22.02.1939)
- Орден Красного Знамени (20.02.1928[12])
- Медаль «XX лет Рабоче-Крестьянской Красной Армии» (22.02.1938)

## Память
- В парке им. Юрия Гагарина в городе Самаре на месте расстрела установлен памятный знак, на котором начертано: «Установлен на месте захоронения жертв репрессий 30-40-х гг. Поклонимся памяти невинно погибших…»[13]